# Young Thug
Jeffery Lamar Williams, mer känd under sitt artistnamn Young Thug, född 16 augusti 1991, är en amerikansk rappare från Atlanta, Georgia i USA. Young Thug är känd för harmonisera en melodisk rytm när han rappar, där kritiker har kallat hans röst för ett eget instrument.
Young Thug blev först känd 2013 inom hip hop-kretsar i Atlanta efter ha skrivit ett skivkontrakt med rapparen Gucci Mane. Sedan 2014 har Young Thug haft skivkontrakt med 300 Entertainment startad av den före detta ägaren av Def Jam Lyor Cohen.
Young Thugs debutalbum "So Much Fun" debuterade som nummer ett på den amerikanska topplistan Billboard 200. Young Thug har beskrivit den amerikanska rapparen Lil Wayne som sin idol och största inspirationskälla för att göra musik.